# Калібр (одиниця вимірювання в артилерії)

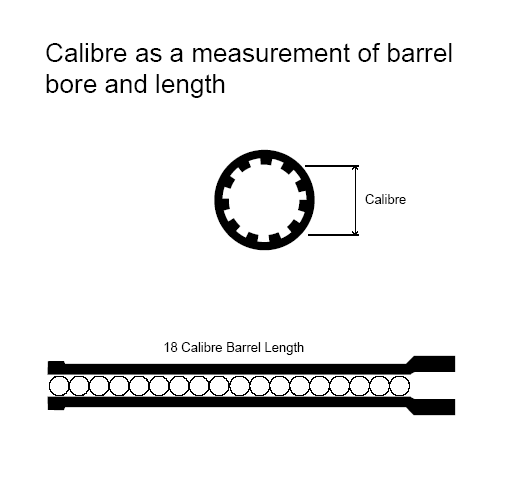
Зв'язок калібру у стволі і довжиною ствола.

Калібр (скорочено клб) — відносна одиниця вимірювання довжини, що використовує калібр зброї. Часто застосовується в артилерії для вимірювання довжини ствола.
Довжина ствола в калібрах часто позначається літерою L та/або скісною рискою. Наприклад, 16"/50 Mark 7, 30,5 cm SK L/50 тощо.

## Поняття калібру
Для нарізних стволів вимірювання калібру є неоднозначним. Нарізні стволи мають канавки і поля. Відстань між діаметрально протилежними канавками більша ніж між полями. Снаряд, який проходить стволом, повинен мати діаметр, який збігається за розміром з відстанню між канавками для досягнення максимальної ефективності обертання, але інколи калібр визначають як відстань між полями до нарізання канавок. Глибина нарізки канавок збільшується у великих калібрах. Сталеві артилерійські снаряди можуть мати передній буртик, який за діаметром трохи менший за відстань між полями ствола і мідний поясок який більший за діаметр між канавками для більш щільного входження снаряда у нарізи, оскільки через часту стрільбу діаметр ствола збільшується. У гарматах ВМС США зазвичай використовують глибину нарізу від півтора до одного відсотка калібру. Діаметр буртика снаряда становив на 0,015 дюйма (0,38 мм) менше ніж діаметр полів за мінусом допусків виробників, тому середній зазор складав приблизно 0,012 дюйма (0,30 мм). Діаметр пояска складався з діаметру між канавками плюс 0,02 дюйма (0,51 мм).

## Довжина ствола
Довжина ствола (особливо для великих гармат) зазвичай визначається у калібрах. Наприклад, US Naval Rifles 76 мм або більше. Ефективна довжина ствола (від затвора до дульного зрізу) ділиться на калібр ствола для отримання безрозмірного числа.:81 Наприклад, головні гармати лінкорів класу «Айова» можна визначити як 16"/50 калібру. Вони 16 дюймів у діаметрі, а довжина ствола складає 800 дюймів (16 × 50 = 800). Також часто використовують префікс /L; наприклад, найбільш відома гармата від танка Panzer V має позначення «75 мм /L70,» що розшифровується як внутрішній діаметр ствола 75 мм та довжина 5250 мм.
Відношення діаметра ствола до його довжини у морській артилерії має назву калібр,:81 але в армійській артилерії має назву довжина. Перед Другою світовою, ВМС США використовували калібр 5"/51 (5"/L51) для звичайних гармат та калібр 5"/25 (5"/L25) для зенітних. Наприкінці війни стандартом став калібр подвійного призначення 5"/38 (5"/L38) для ведення вогню по наземним і повітряним цілям. Усі три гармати мали діаметр ствола у 5 дюймів (не 5.51 або 5.25 або 5.38, як помилково вважається).
Хоча стволи для морських гармат робили так само, як і для польової артилерії, критерії відбору були більш жорсткими і старанними, ніж у наземної артилерії. У морі зброя повинна була працювати без збоїв. Замінити стволи у морі не було можливості. З часом визначення калібру за вагою заряду (у фунтах) та діаметром ствола (у дюймах) почали плутатися і розмиватися. Зрештою з розвитком технологій стандартною одиницею вимірювання калібру зброї став діаметр ствола (у дюймах або міліметрах). Для морської артилерії перехід на визначення калібру за допомогою діаметра ствола спростило виготовлення снарядів. Потім ВМС почали визначати ефективну довжину ствола у калібрах. Це стало стандартною мірою визначення довжини нарізного ствола. Іншими словами вираз 12/45 це 12"×45= довжина нарізного ствола у дюймах. Це пояснює пробивні властивості і дальність стрільби морських гармат різних років. Крім зростання загальної продуктивності (тобто дулової швидкості та ударної сили), збільшення довжини ствола дозволило збільшити розмір снаряда. Наприклад, американська гармата 14/45, яка встановлювалася на лінкори класу «Нью-Йорк», стріляла снарядами вагою у 1250 фунтів. Пізніше покращення конструкції, подовження ствола і зміна затвори, дозволило використовувати снаряди вагою 1400 фунтів і, загалом, збільшило термін служби ствола. те ж саме можна побачити і з американськими гарматами калібру 16". Спочатку було створено гармату з довжиною ствола у 45 калібрів, що могла стріляти снарядами вагою у 2200 фунтів. Пізніша переробка у 50 калібрів не лише дозволила збільшити швидкість, але і збільшила вагу снаряда до 2700 фунтів; такий снаряд було визнано найбільшим снарядом, який використовували у бою.
Ранні стволи були короткими і товстими, зазвичай не більше 26 калібрів, тому що пороховий заряд згоряв швидко і сильно, а отже час його прискорення був коротким. Повільний «коричневий порох» дозволяв повільно збільшувати довжину стволів гармат у 1880-ті, але заряд повинен був бути дуже великим. Новий повільно-горючий «бездимний порох» з'явився у 1880-ті, такі як Poudre B, кордит та нітроцелюлоза дозволили поступово збільшити прискорення, тому стволи гармат могли прогресивно збільшити довжину і зменшити товщину. Нові формули більш потужних зарядів, ніж порох потребували меншу вагу через те, що згоряли швидко і повністю створюючи велику кількість газів. Дулова швидкість обмежувалася лише довжиною ствола, яка існувала через тодішні технічні можливості при створенні стволів і через обмеження які існували при використанні стволів.
Практичний ефект довгих стволів сучасних гармат в тому, що снаряд більше часу знаходиться у стволі і тому утворюється більше газів, які м'яко прискорюють снаряд збільшуючи швидкість не пошкоджуючи ствол гармати. У внутрішніх балістичних термінах, якщо основа снаряда вважається поршнем, що рухається під тиском газів, які розширюються, то по мірі збільшення довжини ствола об'єм, охоплений поршнем, також збільшується, а, отже, кількість енергії, яке може бути отримана з горючого газу, збільшується. Довший ствол дозволяє використовувати більше заряду: заряд повністю згоряє на початку пострілу, за винятком тієї частини, яка за снарядом виходить з дула і створює так званий видимий «спалах».
Снаряд продовжує прискорюватися поки є достатній тиск для подолання тертя у стволі і ваги снаряда. Надлишок енергії буде продовжувати прискорювати снаряд, доки снаряд не покине дуло. Якщо тиск за снарядом падає до того як снаряд покине ствол, снаряд буде сповільнюватися при русі у стволі, навіть якщо за снарядом залишається тиск. Легкий заряд з недостатнім тиском може призвести до «хлопка» або снаряд застряне у стволі. Такий тиск буде зменшуватися зі збільшенням об'єму у стволі який потрібно заповнити газом, а тому для досягнення максимальної швидкості при короткому стволі, снаряд повинен покинути ствол, так як газове послаблення зменшується до невеликої частки від максимального, хоча на відміну від максимального тиску у камері, бажану малу фракцію неможливо виміряти. У сучасних гарматах збільшення дулової швидкості відбувається за рахунок створення порохових композицій і/або використання подвійних зарядів з двох різних видів порохів для збільшення «кривої тиску». Збільшити швидкість без збільшення рівня тиску можна збільшивши час впливу тиску на снаряд.
Покращення технологій призвело до того, що з'явилась можливість створювати довгі стволи достатньо тверді щоб витримати сили які прискорюють снаряд до високої швидкості, при цьому залишатися доволі легкими і маневреними, з доброю точністю та тривалим терміном експлуатації ствола. Для Першої світової війни типовою довжиною ствола для морської артилерії була довжина у 45-калібрів, у Другій світовій довжина збільшилася від 50- до 55-калібрів, а у Німеччині навіть будували танкові гармати довжиною у 70 калібрів у 1943.
На теперішній час довжина у 60-, 70-калібрів є не типовою, завдяки сучасним технологіям довжина ствола скоротилася до 55 калібрів, що забезпечує швидкість снаряда у 1 750 м/с (5 700 фут/с), наприклад у танковій гарматі Rheinmetall 120 mm. Проте, багато гармат можуть вести вогонь підкаліберними снарядами які менші за діаметр ствола; тому відношення розміру снаряда до довжини ствола не таке прямолінійне, як у випадку зі старими боєприпасами.